# Unione Sportiva Triestina 1977-1978
Questa voce raccoglie le informazioni riguardanti l'Unione Sportiva Triestina nelle competizioni ufficiali della stagione 1977-1978.

## Rosa
| N. |                   | Ruolo | Calciatore           |
| -- | ----------------- | ----- | -------------------- |
|    | Italia (bandiera) | P     | Luciano Bartolini    |
|    | Italia (bandiera) | P     | Giuseppe Valsecchi   |
|    | Italia (bandiera) | D     | Lorenzo Berti        |
|    | Italia (bandiera) | D     | Alessio Clemente     |
|    | Italia (bandiera) | D     | Alessandro Lucchetta |
|    | Italia (bandiera) | D     | Giuseppe Marcato     |
|    | Italia (bandiera) | D     | Tullio Pezzopane     |
|    | Italia (bandiera) | D     | Ilario Salvadori     |
|    | Italia (bandiera) | D     | Francesco Schiraldi  |
|    | Italia (bandiera) | C     | Giuseppe Fontana     |
|    | Italia (bandiera) | C     | Andrea Mitri         |

| N. |                   | Ruolo | Calciatore           |
| -- | ----------------- | ----- | -------------------- |
|    | Italia (bandiera) | C     | Vittorio Muiesan     |
|    | Italia (bandiera) | C     | Sergio Politti       |
|    | Italia (bandiera) | C     | Massimo Scarel       |
|    | Italia (bandiera) | C     | Orlando Tercovich    |
|    | Italia (bandiera) | A     | Giovanni Trainini    |
|    | Italia (bandiera) | C     | Maurizio Zanutel     |
|    | Italia (bandiera) | A     | Giannantonio Andreis |
|    | Italia (bandiera) | A     | Paolo Dri            |
|    | Italia (bandiera) | A     | Fulvio Franca        |
|    | Italia (bandiera) | A     | Antonio Marcolini    |
|    | Italia (bandiera) | A     | Fulvio Rossi         |

## Statistiche

### Statistiche dei giocatori
| Giocatore    | Serie C  | Serie C | Coppa Italia Semiprofessionisti | Coppa Italia Semiprofessionisti | Totale   | Totale |
| Giocatore    | Presenze | Reti    | Presenze                        | Reti                            | Presenze | Reti   |
| ------------ | -------- | ------- | ------------------------------- | ------------------------------- | -------- | ------ |
| G. Andreis   | 28       | 11      | ?                               | ?                               | 28+      | 11+    |
| L. Bartolini | 36       | -?      | ?                               | -?                              | 36+      | -?     |
| L. Berti     | 31       | 1       | ?                               | ?                               | 31+      | 1+     |
| A. Clemente  | 3        | 0       | ?                               | ?                               | 3+       | 0+     |
| P. Dri       | 38       | 9       | ?                               | ?                               | 38+      | 9+     |
| G. Fontana   | 31       | 1       | ?                               | ?                               | 31+      | 1+     |
| F. Franca    | 33       | 2       | ?                               | ?                               | 33+      | 2+     |
| A. Lucchetta | 15       | 0       | ?                               | ?                               | 15+      | 0+     |
| G. Marcato   | 18       | 1       | ?                               | ?                               | 18+      | 1+     |
| A. Marcolini | 32       | 5       | ?                               | ?                               | 32+      | 5+     |
| A. Mitri     | 25       | 3       | ?                               | ?                               | 25+      | 3+     |
| V. Muiesan   | 1        | 0       | ?                               | ?                               | 1+       | 0+     |
| T. Pezzopane | 24       | 0       | ?                               | ?                               | 24+      | 0+     |
| S. Politti   | 28       | 2       | ?                               | ?                               | 28+      | 2+     |
| F. Rossi     | 8        | 1       | ?                               | ?                               | 8+       | 1+     |
| I. Salvadori | 37       | 0       | ?                               | ?                               | 37+      | 0+     |
| M. Scarel    | 1        | 0       | ?                               | ?                               | 1+       | 0+     |
| F. Schiraldi | 23       | 0       | ?                               | ?                               | 23+      | 0+     |
| O. Tercovich | 2        | 0       | ?                               | ?                               | 2+       | 0+     |
| G. Trainini  | 31       | 1       | ?                               | ?                               | 31+      | 1+     |
| G. Valsecchi | 2        | -?      | ?                               | -?                              | 2+       | -?     |
| M. Zanutel   | 8        | 1       | ?                               | ?                               | 8+       | 1+     |